# St. Andreas (Hungen)

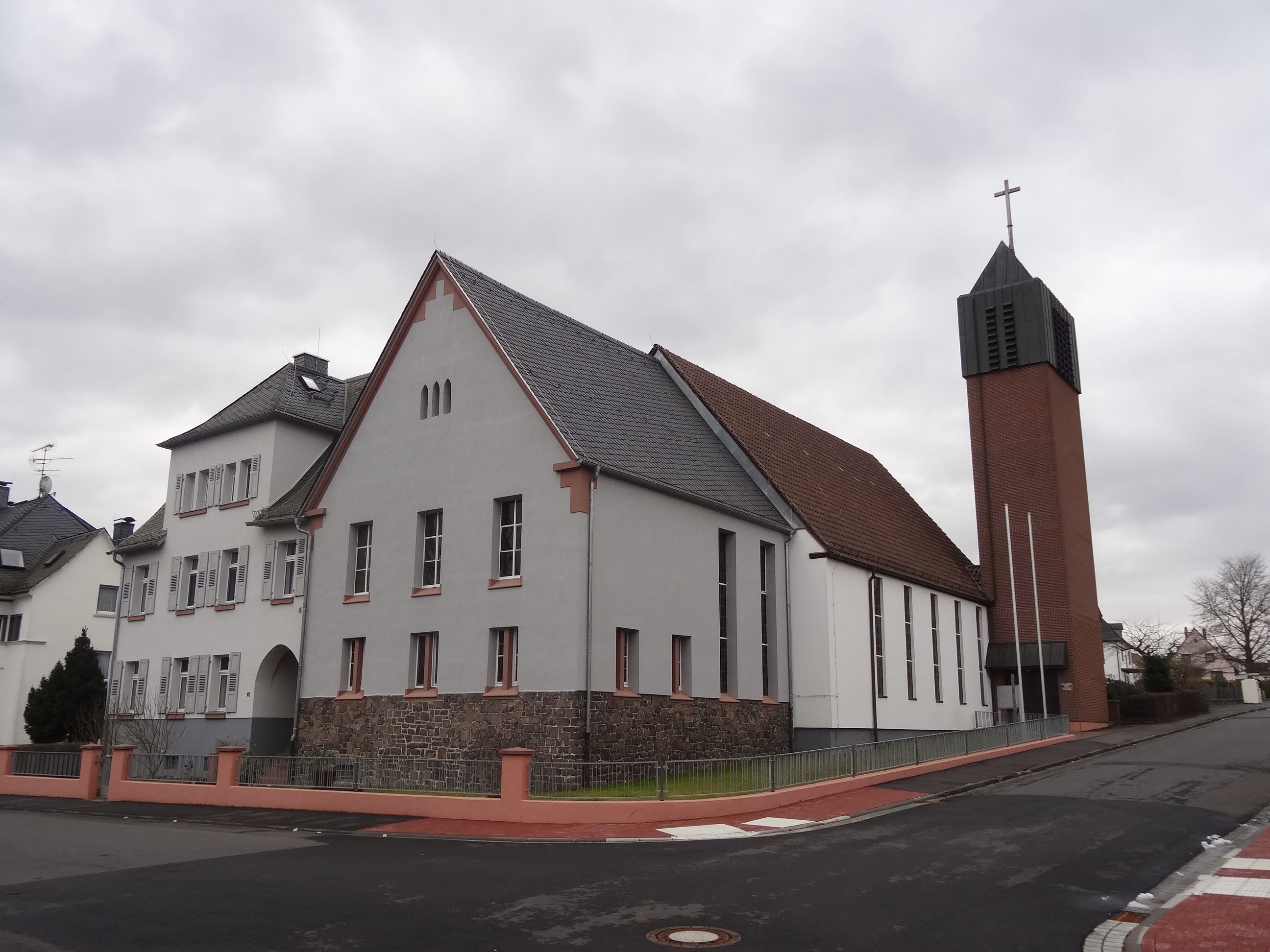
St. Andreas von Nordwesten

St. Andreas ist eine römisch-katholische Kirche in Hungen im Landkreis Gießen (Hessen).

## Geschichte
In Hungen existierte seit 1949 eine selbstständige katholische Pfarrei. Die heutige Sankt-Andreas-Kirche wurde am 15. Juli 1956 geweiht.
Im Norden der Kirche befindet sich das Gebäude des Pfarramtes einschließlich der Sakristei. Im Süden befindet sich das Gemeindezentrum.

## Orgel
Seit dem Jahr 2010 verfügt die Kirche über eine Orgel der Firma Orgelbaugesellschaft Reichenstein.

## Pfarrei
2014 entstand aus den beiden Pfarrgemeinden St. Paulus in Lich und St. Andreas in Hungen die katholische Pfarrgemeinde St. Paulus und St. Andreas. Das Gebiet der neuen Pfarrei erstreckt sich über 22 Ortschaften und umfasste zur Gründung etwa 5000 katholische Gläubige.

## Galerie

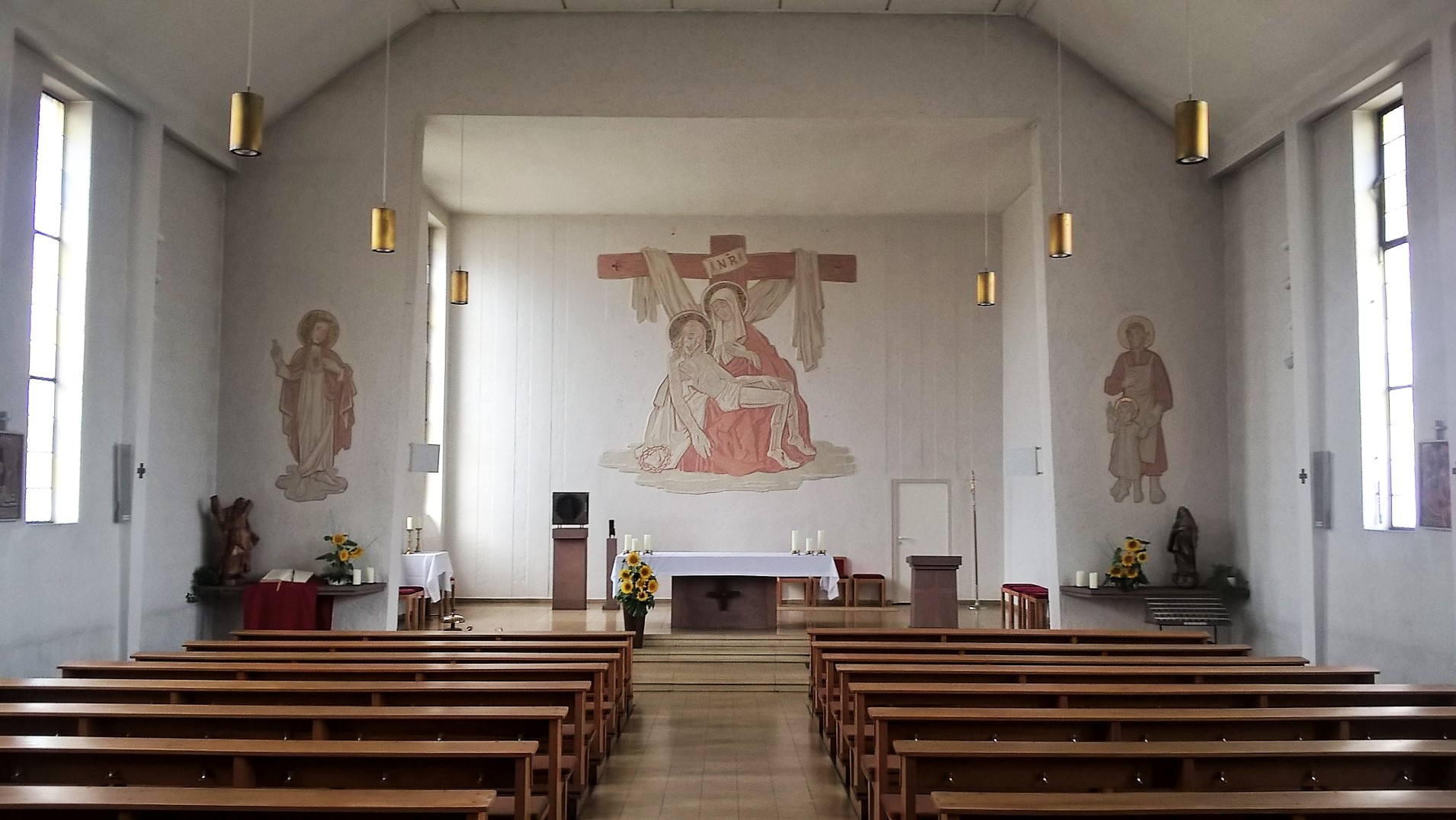
Innenansicht mit Blick nach Norden
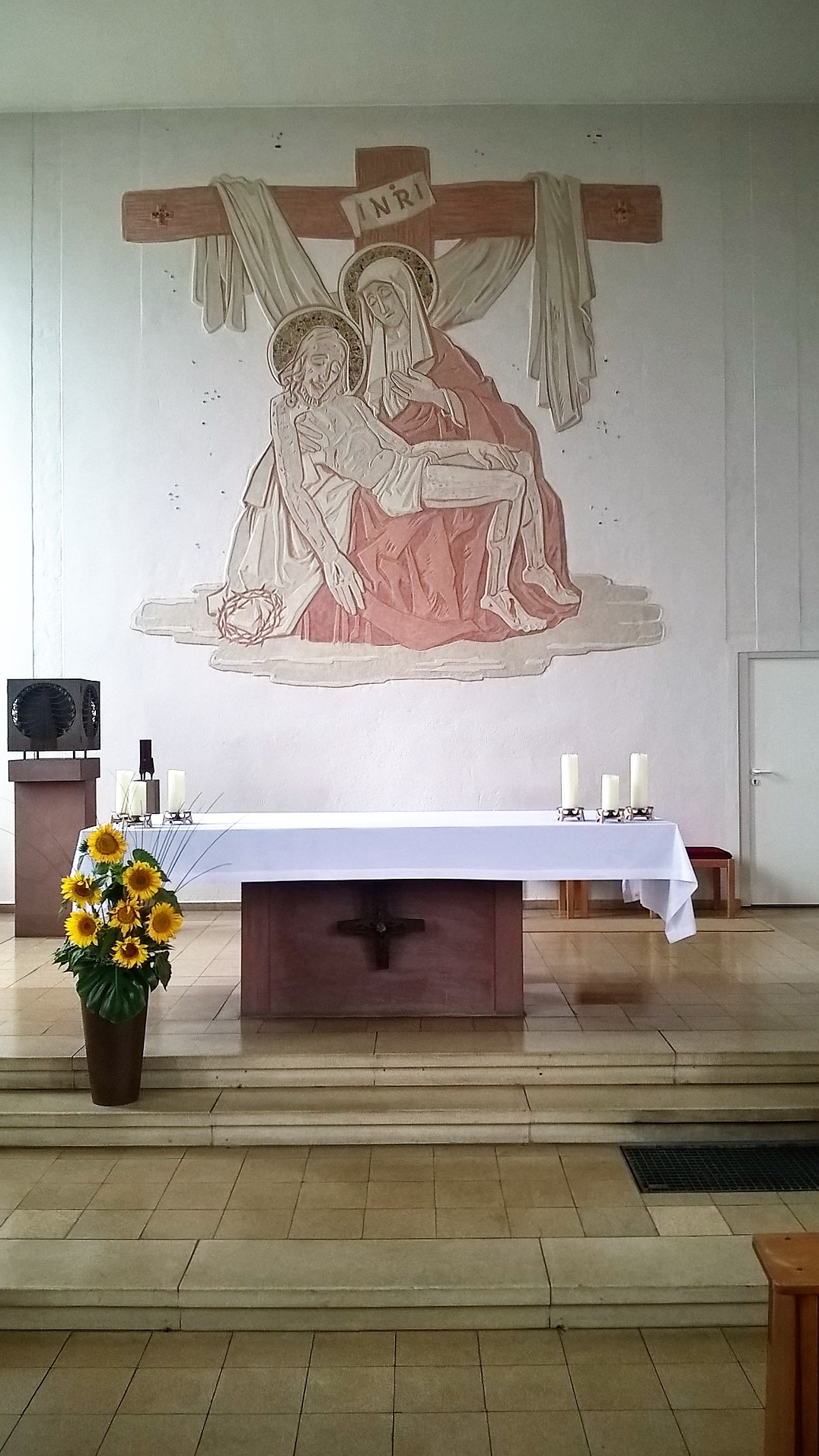
Altar und Tabernakel
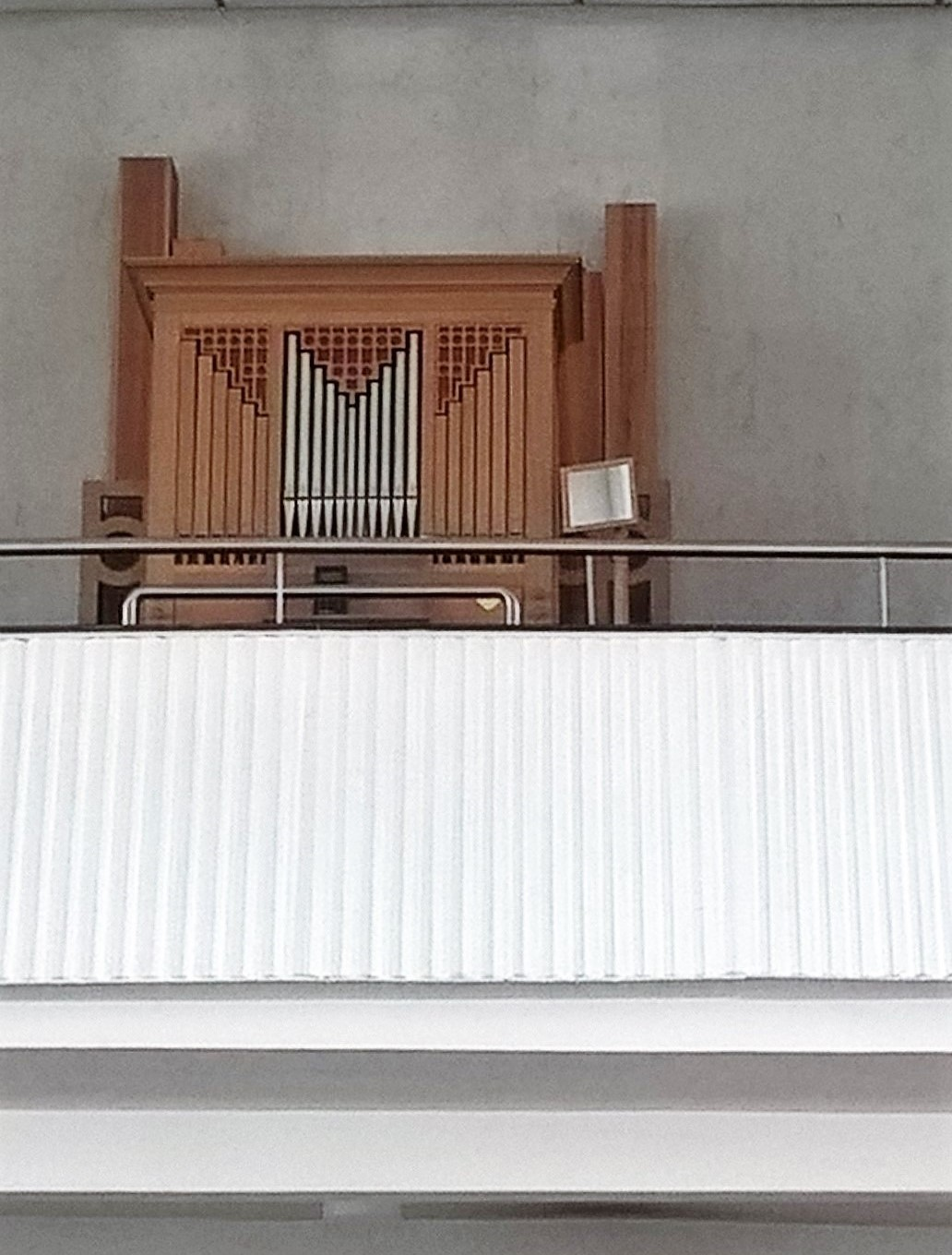
Orgel
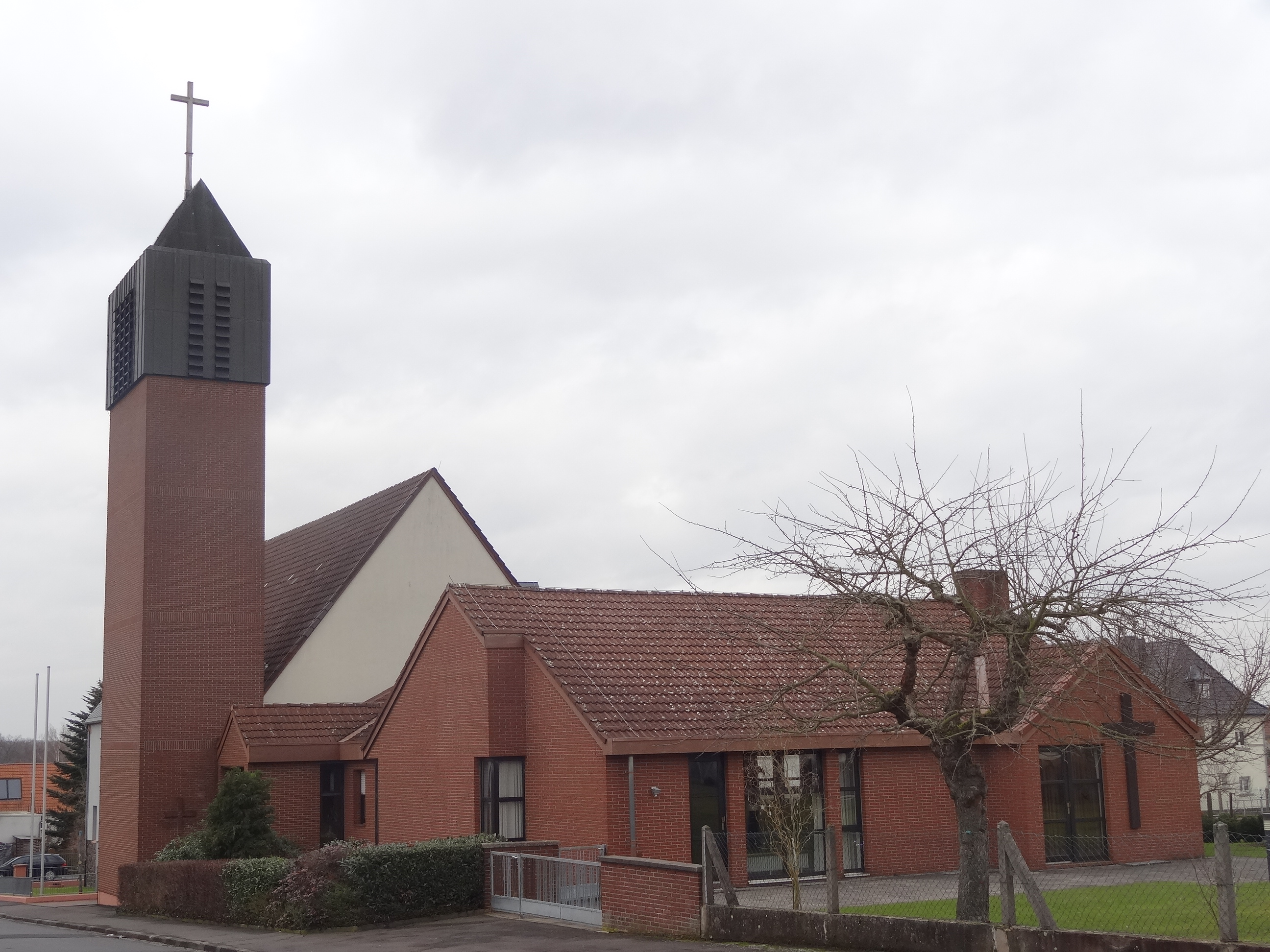
Kirche, Gemeindezentrum von Süden